# Developmental Biology
Developmental Biology (abrégé en Dev. Biol.) est une revue scientifique à comité de lecture publiée par la Society for Developmental Biology (SDB) et spécialisée dans le domaine de la recherche des mécanismes développementaux et de la différenciation chez l'animal ou la plante.
D'après le Journal Citation Reports, le facteur d'impact de ce journal était de 4,379 en 2009. L'actuel directeur de publication est R. Krumlauf.